# Oton Iveković
Oton Iveković (Klanjec, 17. travnja 1869. – Klanjec, 4. srpnja 1939.), bio je hrvatski slikar historicizma.

## Životopis
Oton Iveković rođen je u zagorskom mjestu Klanjcu 17. travnja 1869. godine. U rodnom mjestu pohađao je pučku školu, te od samih početaka iskazivao je zanimanje za crtanje i povijest što će uvelike označiti njegovo daljnje stvaralaštvo. Školovao se u Zagrebu, gdje kod Johannesa Clausena (dekoraterstvo), Hafnera i Ferde Quiquereza učio je osnove crtanja, a potom i na bečkoj i minhenskoj
akademiji, koju je pohađao na nagovor i uz novčanu pomoć Ise Kršnjavog. Nakon završene specijalizacije u Karlsruheu vratio se u Zagreb gdje je prvotno imenovan nastavnikom slikanja u Realnoj gimnaziji, a već sljedeće godine postao je nastavnikom slikanja u Obrtnoj školi u kojoj će predavati sve do umirovljenja.
Osim slikarstvom, Iveković se bavio ilustriranjem, djelovao je kao scenograf, kostimograf, urednik časopisa i ratni izvjestitelj, organizirao je izložbe i bavio se publicistikom. Za sobom je ostavio bogat stvaralački opus koji se odlikuje širokim rasponom tema, donoseći tako prikaze pejzaža, portreta, genre scena, prizora iz vojničkog života, sakralnih kompozicija te povijesnih prikaza, po kojima je ujedno i najpoznatiji.

## Faze stvaralaštva

### Tamna faza (1887. – 1900.)
Iako su mu predlagali neka završi soboslikarski zanat, Iveković je imao veliku želju postati slikarom. Stoga se pješice zaputio u Beč gdje je 1887. godine primljen na tamošnju Akademiju. 
Kao prijemni rad, posve u maniri svoga učitelja Ferde Quiquereza stvara prvu inačicu Oproštaja Zrinskog i Frankopana od Katarine. Zbog inzistiranja na prikazu tema iz života obitelji Zrinski i Frankopan, još za vrijeme studiranja dobiva nadimak „Zrinjimaler“. Jedan od takvih prikaza je i Provala Nikole Zrinskog iz Sigeta u kojem se referira na francusko povijesno slikarstvo postavivši glavni lik u središte kompozicije naglasivši ga svjetlom. U slici nalazimo na karakteristike kojima će slikar ostati vjeran unutar svih povijesnih prikaza. Riječ je o naglašenim pripovjedačkim elementima te bogatoj dekorativnosti u izvedbi likova. Slika koja je uvelike obilježila Ivekovićevo stvaralaštvo je Rastanak Zrinskog i Frankopana od Katarine iz 1887. godine koju će predstaviti u još dvije inačice, a ona iz 1901. godine, u kojoj ponavlja isti razmještaj likova, ali slika svjetlijom paletom, postat će jedna od najpopularnijih hrvatskih oleografija.
U djelu Smrt Petra Svačića prikazuje dramatičan trenutak kraljeve smrti koju dočarava mnogim romantičarskim motivima, a u sliku unosi i nestvarni element prikazom mlade djevojke. 
U europskoj umjetnosti romantizma bio je raširen prikaz mrtvog uglednika na samrtničkoj postelji ili odru. Iveković se priklanja takvomu vidu historicističkih prikaza izradivši djelo Ante Starčević na odru. Povratak Ivekovića u Zagreb označio je i početak intenzivnog druženja s Vlahom Bukovcem. Iveković se, protivno željama Ise Kršnjavoga, pridružuje Bukovčevu krugu te mu pomaže u izradi zastora za HNK u Zagrebu te ulazi u Društvo hrvatskih umjetnika. Druženje s Bukovcem pridonosi usavršavanju njegove tehnike i rasvjetljavanju palete. Za Hrvatski salon 1898. godine Iveković izvodi dva djela, od kojih se kvalitetom ističe Na Kordunu. Djelo je rađeno na način tonskog slikarstva, slobodnim potezom kista te u njemu Grgo Gamulin uočava novi primjer realistične vojne slike. U ranoj fazi Ivekovićeva stvaralaštva nastaje i najveći broj portreta. Figure postavlja u interijer pred tamnu pozadinu kako bi istaknuo njihova lica. Realizam portretiranih lica zamjetan je na dva ponajbolja portreta nastala devedesetih godina  – Portretu Cecilije German i u Portretu strica dr. Franje Ivekovića. Jedinstveno djelo unutar cjelokupnog ciklusa predstavlja Portret Ljube iz 1887. godine koji donosi prizvuk secesije. Portretom vlastite obitelji (Ljuba s Tomislavom i Marijom na stepenicama klanječke kuće) iz 1900. godine kao da najavljuje novi pristup u vlastitom slikarstvu. Snježana Pintarić u spomenutom djelu prepoznaje jak Bukovčev utjecaj u odabiru svijetle i šarene palete te smještaju likova u prirodu.

### Šarena faza (1900. – 1919.)
Početak dvadesetog stoljeća donio je promjenu i na stvaralačkom i privatnom planu. Iveković dolazi u sukob s Vlahom Bukovcem koji rezultira Ivekovićevim napuštanjem Društva hrvatskih umjetnika. Do sukoba, kojega je Iso Kršnjavi okarakterizirao kao sukob „dva nagla čovjeka“, dolazi zbog nesuglasica oko postava austro–ugarske izložbe u Petrogradu. Unatoč razlazu, Bukovac je ostvario izrazit utjecaj na Ivekovićevo stvaralaštvo što se posebno uočava u rasvjetljavanju palete. Te iste 1900. godine Iveković sudjelovao je na Svjetskoj izložbi u Parizu gdje je osvojio grand prix za djelo Žena s djetetom. Iduće godine radio je na ilustraciji dviju knjiga – u suradnji s Medovićem ilustrirao je Marulićevu Juditu, a samostalno oblikuje Šenoino Zlatarevo zlato.
Iveković 1902. godine započinje ciklus kompozicija velikoga formata posvećen radovima na selu. Time je uobičajenim prizorima iz seljačkoga života podario veći značaj uzdigavši ih u razred povijesnihh prikaza. Djela nastala u spomenutom ciklusu karakteriziraju svijetli tonovi žute, zelene i crvene boje. Dok Žetelice (1902.) obiluju folklornim motivima, Grgo Gamulin u Oračima (Oranje) iz 1906. godine vidi primjer „milletovske redukcije na bitne elemente reducirane u širokom prostoru“.
Uz važne sudionike tadašnje zagrebačke likovne scene – Ivana Tišova, Roberta Frangeš-Mihanovića, Crnčića, Kovačevića – uključuje se u osnivanje likovnog udruženja Lada, gostujući na brojnim svjetskim izložbama spomenutog udruženja. U ovom dijelu stvaralaštva nastaju i najpoznatiji povijesni prikazi. Riječ je o Dolasku Hrvata i Krunidbi Kralja Zvonimira, djelima nastalim 1905. godine. U djelu Dolazak Hrvata Iveković nastavlja tradiciju prikaza spomenute teme koju su u hrvatsko povijesno slikarstvo unijeli Josip Franjo Mücke i njegov nekadašnji učitelj Ferdo Quiquerez. Kompozicijski se nadovezuje na shemu svojih prethodnika, ali u odnosu na njih šȋrī kadar i rastvara pejzaž. Sukladno onome što pokazuju već spomenuta djela šarene faze, sliku ispunjava svjetlošću, svijetlim tonovima te bogatom dekorativnošću u izvedbi likova. 
Krunidbom kralja Tomislava umjetnik pristupa sceni krunjenja – popularnom motivu unutar slikarstva 19. stoljeća. Kao jedan od štićenika Ise Kršnjavog, Iveković s tada renomiranim mladim umjetnicima dobiva narudžbu za oslikavanje interijera zgrade tadašnjeg Odjela za bogoštovlje i nastavu smještenog u Opatičkoj ulici broj 10 u Zagrebu. Za svečanu Zlatnu dvoranu izradio je samo jednu kompoziciju – Poljubac mira hrvatskih velmoža kralju Kolomanu, u kojoj tematizira događaj iz 1102. godine kada Koloman postaje hrvatskim kraljem. Riječ je o posljednjoj u nizu povijesnih slika nastalih za spomenutu dvoranu (1906. godina). Uz Ivekovića, na uređenju svečane dvorane, konkretno izradom preostalih pet kompozicija koje tematiziraju događaje iz hrvatske prošlosti, sudjeluju Bukovac, Medović i Čikoš Sesija. U Pompejanskoj sobi Iveković slika Orfeja i Euridiku, medaljone ukrašava portretima grčkih filozofa Sokrata, Platona, Aristotela i Hipolita, a vinjete uz peć oslikava prizorima bitke.
Idućih godina odlazi na dva velika putovanja u Italiju i Sjedinjene Američke Države. Na tim putovanjima nastaju putopisi. Tako u djelu S puta u Italiju Iveković donosi svoja zapažanja s puta na koji se zaputio s prijateljem slikarom Crnčićem donoseći nam svoj osvrt na djela firentinske renesanse, iskaze divljenja Rafaelovim slikama, ali i par dovitljivih opaski o napuljskim džeparima. U Sjedinjene Američke Države se zaputio kako bi sudjelovao u oslikavanju novosagrađene hrvatske crkve Sv. Ivana Krstitelja u Kansas Cityju. Na zidovima i svodovima trebalo je biti izvedeno petnaest prizora koji predočavaju širenje kršćanstva među Hrvatima. Projekt nije dovršen, a kasnijim preinakama u unutrašnjosti crkve uklonjeni su izvedeni dijelovi. Po povratku s putovanja 1914. godine za trijumfalni luk crkve Sv. Križa u Križevcima izrađuje sliku na platnu Krvavi sabor Križevački. 
U svom slikarskom opusu Iveković se pozabavio i prikazom scena bitaka. Riječ je o podvrsti povijesnog slikarstva poznatijoj po njemačkom nazivu Schlachtegemälde. Jedan od takvih prikaza je i Bitka kod Gorjana, datirana u 1906. godinu, koja prikazuje pogubljenje braće Gorjanski te zarobljavanje hrvatske kraljice Elizabete, punice Žigmunda Luksemburškog, i kćeri joj Marije. Uz nastanak slike veže se i zanimljiva priča o tome kako je slika rađena u duljem vremenskom intervalu jer „je rad morao biti prekinut zbog prijetnji mađarona na čelu s banom Khuenom da autora treba uhapsiti i sliku uništiti“. Sukladno kritičarima, najuspjelijim djelima Ivekovićeve šarene faze smatraju se pejzaži. 
Tako Pintarić navodi kako su „neopterećeni ljudskim figurama, slikani svježe i neposredno gustim, pastoznim namazima boje“. Gamulin hvali izvedbu njegovih snježnih krajolika te monumentalnost kojom odiše prikaz Velebita, dok djelo Šuma iz 1900. godine doživljava i kao zanimljivu ideju kojom je šumu sazdao od tankih vertikalnih poteza. Ipak, isti autor navodi i sljedeće: „Kao da našem slikaru nedostaje ono što je  u to vrijeme već dozrijevalo u pejzažnom slikarstvu Celestina Medovića: boja, i još nešto: romantični tonus barbizonaca“. Nakon izbijanja Prvoga svjetskog rata Iveković uz pomoć Stjepana Radića odlazi na front gdje će na bojišnicama Soče, Galicije i Srbije tri godine bilježiti scene iz vojničkoga života.

### Realistička faza (1919. – 1931.)
Završetkom rata i povratkom u domovinu Iveković zajedno s obitelji seli u grad Veliki Tabor. I sām član Družbe Braće Hrvatskoga Zmaja, na taj se korak odlučio vođen romantičarskom željom za obnovom tog starog grada. Novac za kupnju istoga slikar je velikim djelom namaknuo prodajom svojih povijesnih slika. Dok s jedne strane konzervator Gjuro Szabo u predgovoru kataloga jedne od Ivekovićevih izložbi priređenih u dvorcu piše kako „Novi gazda krpa stari grad, podaje mu opet život...“, izražavajući pritom svoju nadu za nekim boljim vremenima i „svitanju sretnijeg doba“ za Veliki Tabor, Gamulin je Ivekovićevu kupnju okarakterizirao kao zakašnjelu romantičnu gestu. Unatoč tome što će se održavanje Velikog Tabora pokazati znatnim novčanim izdatkom, boravak u njemu izrodit će tzv. Tabogradskim ciklusom. Riječ je  o intimističkom ciklusu u kojem nailazimo na prizore iz svakodnevnoga života slikarove obitelji, od prikaza interijera, eksterijera, animalističke motive ili sam krajolik. Spomenuta su djela manjih dimenzija, djeluju skicozno, dok se ispod tankih nanosa boje mogu uočiti potezi olovke. Promjena životne sredine označila je i promjenu u pristupu stvaranja pejzaža. Položaj Tabora omogućio je slikaru izuzetan pogled na zagorske brežuljke. Ivančica postaje njegov glavni motiv (npr: Pogled na svetog Ivana, Ivančica – Pogled s Tabora, Pejzaž s Ivančice...).
Snježana Pintarić ističe kako „u tim pejzažima nema više likova, nema gestualnosti i heroizma, nema šarenila ni jakih kontrasta“. U kasnoj fazi dolazi do oscilacija u načinu slikanja i kvaliteti kompozicija povijesnog sadržaja. Nakon završetka rata odlučuje se za prikaze motiva koji nisu bili odobravani u nekadašnjoj Austro-Ugarskoj. Jedan od takvih primjera tematizacija je seljačkog ustanka na slici Bitka na Stubičkom polju 1573. godine. Seljačka buna je ugušena, a njezin vođa Matija Gubec sproveden na suđenje u Zagreb, što prikazuje djelo Smaknuće Matije Gupca na Markovom trgu. Riječ je o radu koje se ističe kvalitetom u odnosu na preostala djela slikarove kasne faze. Ujedno, Pintarić spomenuti rad ubraja među najbolja ostvarenja autorova slikarskog opusa. Oton Iveković i u kasnoj fazi svoga stvaralaštva nastavlja prikazivati teme iz života Zrinskih. Izrađuje djela Katarina Zrinska u Veneciji i Posljednji Zrinski u tamnici u kojima se ponovno vraća tamnoj paleti s dominacijom smeđih i oker tonova. 
Godine 1921. nastaju još dvije slike u kojima se vraća motivu rastanka. Tako jednu varijantu smješta u dvorište podno zidina vlastitoga doma, dvorca Velikog Tabora. Izrađuje i treću, danas najpoznatiju, inačicu Rastanaka Zrinskog i Frankopana od Katarine. Kompozicijski se nastavlja na prve dvije verzije, ali je događaj smjestio u dvorište svoga dvorca. Snježana Pintarić u katalogu Ivekovićeve retrospektivne izložbe održane u Umjetničkom Paviljonu u Zagrebu donosi sljedeće razmatranje: „S rastankom pod rukom krenuo je mladi i nadobudni Oton u metropolu tadašnje monarhije, s jednom jedinom željom – postati velikim hrvatskim slikarom. S rastankom je završio svoj stvaralački vijek kao veliki, ali zaboravljeni slikar“. Dvadesetih godina nastaje i alegorijsko djelo Lijepa naša domovina u kojem prikazuje nastanak hrvatske himne. Neupitna je tu reminiscencija na djelo Vlahe Bukovca Gundulićev san, od kojeg osim ideje preuzima i kompoziciju slike. Među posljednja Ivekovićeva djela ubraja se kompozicija Mirna Bosna iz 1931. godine u kojoj tematizira jednu od epizoda iz bosanske povijesti – pobjedu vojvode Hrvoja Vukčića Hrvatinića nad ugarskom vojskom 1415. godine. Obitelj Iveković napušta Veliki Tabor 1935. godine, a tri godine kasnije dvor otkupljuje Banska uprava.
Posljednje godine života, iscrpljen bolešću, slikar je proveo kod brata Albina u Klanjcu. U rodnom mjestu umro je 4. srpnja 1939. godine. Staro klanječko groblje danas je spomen-park u kojem je uz slikara hrvatske povijesti Otona Ivekovića, vječno počivalište pronašao i pisac hrvatske himne Antun Mihanović.

## Galerija
- Dolazak Hrvata na Jadran
- Krunidba kralja Tomislava
- Poljubac mira hrvatskih velmoža kralju Kolomanu 1102. godine
- Nikola Šubić Zrinski
- Rakovička pogibija (Smrt Eugena Kvaternika)
- Vivat rex! (Cetinski sabor, 1527.)
- Pad Petra Berislavića s konja
- Smaknuće Matije Gubca na trgu ispred crkve sv. Marka u Zagrebu
- Krvavi sabor križevački
- Oproštaj Petra i Katarine Zrinski u Čakovcu 1670. godine.

## Vanjske poveznice
- Iveković, Oton, hbl.lzmk.hr
- Oton Iveković, Krvavi Sabor u Križevcima
- On-line izložba (engl.)